# جرنوس عوام
جرنوس عوام (الاسم العلمي Gyrinus substriatus) حشرة مائية قانصة من فصيلة الخنافس العوامة ورتبة مغمدات الأجنحة. تألف المناقع والغدران ومجاري الماء. تعيش عائمة على سطح الماء. تألف الحياة الجماعية لذلك لا تراها منفردة بل جماعات كثيرة العدد تدور كالدوامة على سطح الماء. جسمها صغير القد يطول من 5 إلى 7 مم. لونها العلوي إلى السواد اللامع يعلوه مواج قسطاني. لونها السفلي إلى السواد الحديدي. رأسها صغير الجرم. فكاها ذربان. عيناها صغيرتان مفصولتان أفقيًا إلى قسمين. قسم علوي لمشاهدة مايري فوق سطح الماء، وقسم سفلي لمساعدة مافي الماء. زبناها صولجانيان قصيران. ظهرانها محدوب الصفحة لا يحلف الشرج. جرامزها الوسطى والخلفية شديدة القصر، صفيحية التركيب مهيئة للتجذيف والسباحة. لها جيل واحد في الحول. تظهر الحشرة الجسلانة في الربيع وتبقى حتى الخريف. اليرقة نحيلة دقيقة غبراء اللون، سواد الرأس والرواجب، كثيفة الهلب، تعيش بين الأعشاب وتحت الجثالة قوتها المواد العضوية إلى أن يحين زمن الأكمال فتتحول إلى حورية ومنها إلى حشرة خملانة تعود إلى الماء.